# コロンビアの戦い
コロンビアの戦い（コロンビアのたたかい、英: Battle of Columbia）は、南北戦争も終盤となった1864年11月24日から29日、テネシー州モーリー郡でフランクリン・ナッシュビル方面作戦の一部として起きた戦闘である。ジョン・ベル・フッド中将の率いる南軍テネシー軍はアラバマ州北部からテネシー川を上り、テネシー州コロンビアに達してダック川を渡った。ジョン・マカリスター・スコフィールド少将の指揮する北軍が、ネイサン・ベッドフォード・フォレスト少将が指揮するフッドの騎兵隊と小競り合いを演じた。北軍はコロンビアの南で防御線を引いたが、間もなくダック川を渡って北に撤退し、町を捨てた。フッド軍のテネシー州侵入は、スコフィールドの後退する部隊を29日のスプリングヒルの戦いで止めようとするところまで続いた。

## 背景
フッドはアトランタ方面作戦で敗北した後、ウィリアム・シャーマン将軍の軍隊のテネシー州チャタヌーガからアトランタに至る供給線を妨害することで、その軍隊を戦闘に誘き出そうと期待していた。しかしシャーマンは短期間フッド軍を追撃した後は、その代わりにアトランタからサバンナへ海への進軍を始めた。シャーマンはカンバーランド軍を指揮するジョージ・ヘンリー・トーマス少将の下に部隊を残し、テネシーを守り、フッド軍を破るよう指示した。デイビッド・S・スタンレー少将の指揮するカンバーランド軍配下の第4軍団と、スコフィールド少将の指揮するオハイオ軍第23軍団がその任務に就いた。
フッド軍は北アラバマを抜けて移動し、そのスティーブン・D・リー中将が指揮する軍団が、10月30日から11月2日までにアラバマ州フローレンスでテネシー川を渡り、残りの部隊は川の南岸にあるタスカンビアで宿営していた。フッドはそこでほぼ3週間待機し、その間に兵站士官が差し迫る作戦のために20日分の物資を供給しようとしていた。供給線は2本の鉄道で運ばねばならず、その後にはタスカンビアまで15マイル (24 km) の道路の状態が悪いところを、栄養状態の悪い馬や牛で曳く荷車を使うという大変な状況にあったので、それは難しい任務だった。フッドはネイサン・ベッドフォード・フォレストの到着も待っていた。フォレストは北軍トーマスの補給線に対して騎兵に拠る襲撃を行い、11月4日から5日のジョンソンビルの戦いで勝利を挙げていた。
11月の第1週、北軍ジョン・T・クロクストン准将のミシガン第2騎兵隊が、フッドがテネシー川に架けさせていた舟橋を襲撃して損傷を与えた。フッドはその修繕を行わせた後、11月13日の朝に作戦本部をフローレンスに移し、その日にベンジャミン・F・チーザム少将の軍団に川を渡らせ、14日には軍の輜重隊と牛に後に続かせた。アレクサンダー・P・スチュワート中将の最後の軍団は11月20日にテネシー川を渡った。
11月16日、フッドはシャーマンが海への進軍のためにアトランタを離れようとしているという伝言を受けた。フッド軍がそのとき居た場所からシャーマンの進軍に挑戦するためにジョージア州に戻れる可能性は現実的に無かったので、その戦略を別の作戦に集中させることにした。すなわち、北のテネシー州に移動し、トーマスの軍勢が集合できる前にこれを叩き、ナッシュビルの重要な製造拠点を占領した後は、さらに北のケンタッキー州に侵略し、できればオハイオ川まで進むというものだった。そこまで行けば東のバージニア州に進軍でき、ピータースバーグで包囲されているロバート・E・リー将軍の軍隊に合流できると考えた。西部戦線の総司令官P・G・T・ボーリガード将軍がフッドに、シャーマンの進軍をけん制するための即座の行動を促しており、トーマスがその軍勢を統合できる前に動くことの重要性を強調していた。
シャーマンもトーマスも、フッドがシャーマンを追ってジョージアに向かうものと考えていた。トーマスはフッドが北に移動するための物資を集めているという情報を得ていたが、11月の豪雨のために道路がほとんど通れないようになっていたので、敵が北に進む可能性を軽視していた。南軍がフローレンスの北14マイル (22 km) に移動したという報告を受けたとき、何が起こっているのか判断できなかった。スコフィールドはそのことについて、プラスキとコロンビアの間の鉄道に対して、単にフォレストの騎兵隊が襲撃を行うものと解釈した。11月21日までに、トーマスはフッドの3個軍団の全てが移動しているという証拠を掴み、スコフィールドにはフッドがコロンビアを占領する前に、そこを守るために緩り北に後退するよう指示した。スコフィールドは11月13日夜にプラスキに到着し、第4軍団を含めそこの全軍の指揮を執った。トーマスは、ミズーリ州からの約束されていた援軍として、アンドリュー・J・スミス少将が指揮する第16軍団からの1万名がまだ到着していないことを心配していた。

## コロンビアへの動き

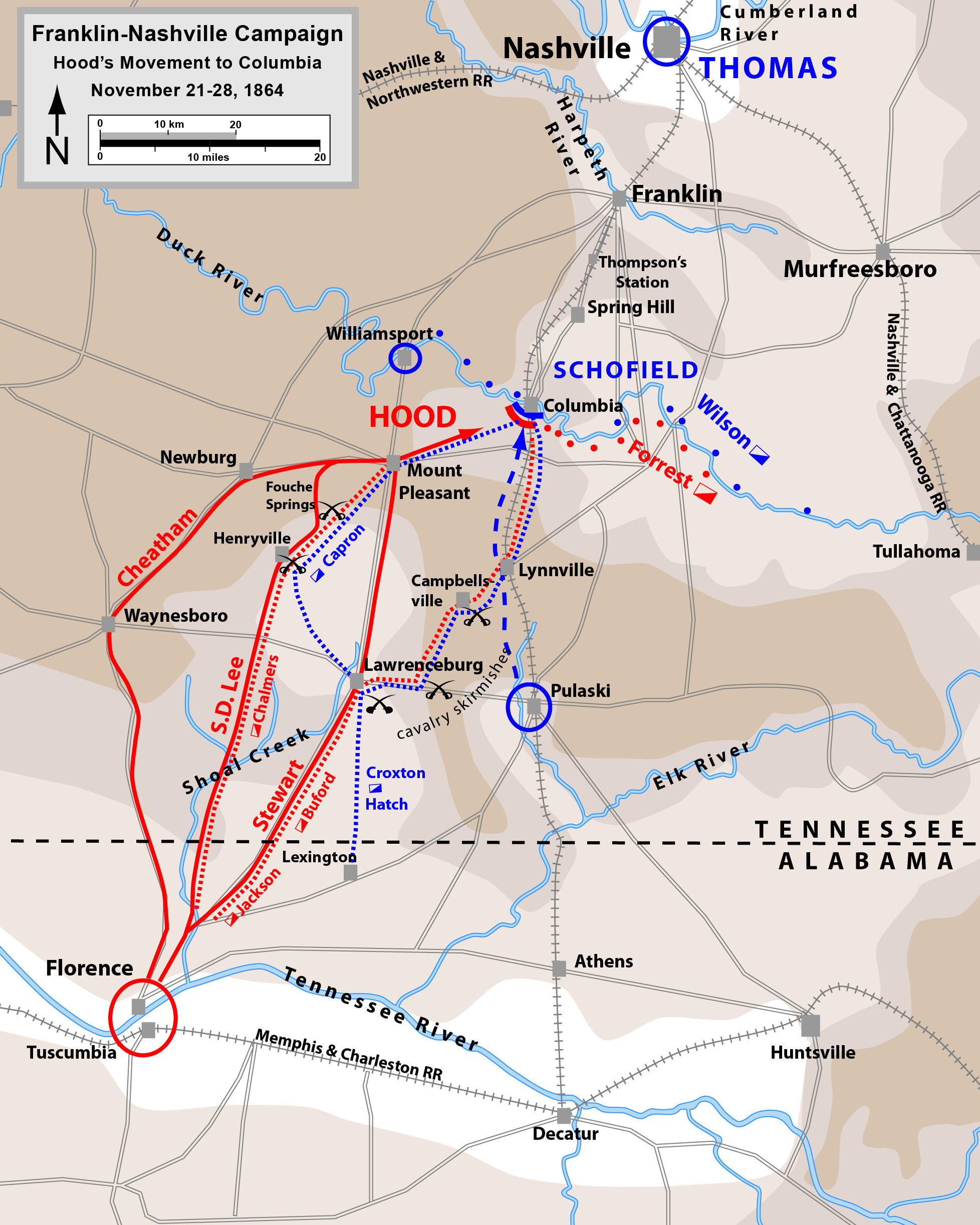
フッド軍のフローレンスからコロンビアへの動き
南軍
北軍

フッドの本軍は11月21日午前10時にフローレンスを出発し、それにチーザムの軍団が伴い、11月23日にはウェインズボロに到着した。フッド軍は3隊で行軍した。チーザム軍団が左翼、リー軍団が中央、スチュワート軍団が右翼であり、全てフォレストの騎兵隊が遮蔽していた。フッドの作戦はマウントプレザントで自軍を統合し、そこから東に動いて、スコフィールド隊がコロンビアやダック川に着く前にそれを遮断するというものだった。北へ70マイル (112 km) の急行軍はみすぼらしい状態にあり、凍るような風と霙の中、食糧も足りず、衣類も足りていない軍隊にとって、進行を困難にしていた。それでもフッドの軍はテネシー州に戻れるのだと意気が高かった。
フォレストの騎兵隊が絶え間なく遮蔽していたので、スコフィールドは南軍がどこに向かっているのか分かっていなかった。攻撃的なフォレストは、ジェイムズ・H・ウィルソン少将が指揮していた北軍の騎兵隊よりもかなり優位に立っていた。ウィルソンは10月下旬に東部戦線から配転されたばかりであり、トーマス軍の騎兵隊を再編し指揮を引き継いだが、その勢力は4,300名に過ぎず、しかも多くの小さな部隊に分かれて西部戦線に散らばっていた。これに引き換えフォレストの下には1万名の騎兵がまとまっていた。南軍の騎兵隊は11月23日までにマウントプレザントまで進軍した。クロクストンの旅団はフォレスト隊に対抗するにはあまりにも劣勢だったので、トーマスはエドワード・ハッチ准将の1個師団と、ホーレス・ケプロン大佐の1個旅団で補強させた。
フォレストは圧力を掛け続け、11月23日にはヘンリービルからマウントプレザントの郊外に掛けて激しい小競り合いが起きた。その夜、フーシェスプリングス（現在のサマータウン近く）で、南軍の騎兵がケプロンの宿営地の1つを襲撃し、混乱に陥らせて、50名以上を捕虜にした。フォレストは誤って北軍の小さな集団に馬で乗り入れ、危うく殺されそうになった。その参謀の1人、ジョン・P・ストレンジ少佐が、至近距離からフォレストの胸に直接拳銃の狙いを付けていた北軍兵の腕を逸らさせ、弾丸が辛うじて逸れた。ケプロン旅団の残存兵はコロンビアに向けて逃亡した。その東では、フォレスト配下のエイブラハム・ビュフォード准将とウィリアム・H・ジャクソン准将の師団が、ハッチの師団をローレンスバーグの地域から追い出し、プラスキまで後退させていた。
11月24日早朝、スコフィールドはその歩兵2個軍団に北のコロンビアに向けて進軍を始めさせた。フォレストはジェイムズ・R・チャルマーズ准将の師団でこれを厳しく追撃させた。チャルマーズはマウントプレザントを占領し、ケプロンの部隊を繰り返し叩き、北に追った。ケプロンの旅団はコロンビア退却の間に1,200名から800名にまで減った。ビュフォードとジャクソンがハッチ隊を北のリンビルの方に追い、多くの捕虜を捕まえたが、南軍の騎兵隊は北軍の歩兵隊がコロンビアに到着するのを妨げられなかった。北軍ジェイコブ・D・コックス准将の師団5,000名がコロンビアに着いたのは、フォレスト隊が川の渡河地点を占領し、スタンレーの軍団がプラスキからの30マイル (48 km) の行軍を完遂してフォレスト隊を補強した時の数時間前に過ぎなかった。合流した南軍は町の南にアーチ型の塹壕線を構築し始めた。

## コロンビア
11月24日朝、フォレストの騎兵隊がケプロンの部隊を追って、コロンビアの南にコックスが布いていた戦線の向こうに押し込み、戦線を突破するための探りを入れ始めた。その戦線はマウントプレザント・パイク（現在のアメリカ国道43号線）に跨り、ビグビー・クリークの直ぐ北から東にプラスキ・パイクを横切り町の中入って、北の川の方向に曲がっていた。11月25日までにこの戦線は、コロンビアの住宅地区全体にほぼ広がる内部戦線で補充されていた。南軍が大砲でこれを砲撃し、多くの小競り合いが起こったが、北軍から見ると、歩兵1個師団に下馬した騎兵が攻撃に参加しているだけであり、フッドは単に示威行動を行わせ、ダック川の上流か下流で渡らせ、ナッシュビルで軍隊の残りを集めているトーマスと、そこの北軍を切り離すことを目指していた。
11月26日朝、スコフィールドはトーマスから、A・J・スミスの指揮する援軍がナッシュビルから到着できるまで、ダック川の北岸を保持するよう命令を受けた。スコフィールドは、鉄道橋と最近こしらえた舟橋を使って、その日の間に輜重隊を動かし、夜に歩兵を動かす作戦だったが、その激しい雨で橋に近づくことも難しくなっていた。その夜、テネシー軍の大半がコロンビア南の防塞に到着した。
11月28んち、フォレストが町の東で川を渡ったが、北軍の騎兵からの抵抗はほとんど無かった。南軍騎兵隊はウィルソン隊を欺いて北東に惹きつけ、戦場から離した。同時にフッドはリーの軍団と砲兵隊のほとんど全てがコロンビアに残るようにして、スコフィールドには全軍で町を攻撃する作戦であると信じ込ませるようにした。フッドはその代わりにチーザムとスチュワートの軍団にデイビスフォードに架けさせた舟橋でダック川を渡らせた。

## 戦いの後
このコロンビアの戦いでは損失に関する公式の記録が無い。主に示威行動と砲撃戦でありほとんど抵抗の無い部隊操作に終始した。フッド軍はコロンビアのスコフィールド隊の横を回り込むことに成功し、北軍を孤立させ破壊するために、北のスプリングヒルに進んだ。11月29日、スプリングヒルの戦いが起こった。